# Endingen
Endingen (schweizertyska: Ändige) är en ort och kommun i distriktet Zurzach i kantonen Aargau, Schweiz. Kommunen har 2 703 invånare (2023). Den 1 januari 2014 inkorporerades kommunen Unterendingen in i Endingen.
Före 1945 hette kommunen Oberendingen.